# Bronte
Pour les articles homonymes, voir Bronte (homonymie).
Bronte est une commune de la province de Catane, dans la région Sicile, en Italie.

## Histoire
La commune abrite une communauté Arbëresh, Albanais installés ici au XVe siècle, fuyant l’avance ottomane. Ces Albanais ont gardé une forte identité, parlant toujours leur langue, l’arbërisht [réf. nécessaire].
Ce village est fort connu et réputé pour sa culture de la Pistacchio Verde di Bronte et ses spécialités à la pistache tel que les pâtes ou les glaces.

## Personnalités
- Nicola Spedalieri (1740–1795), philosophe et religieux

## Administration
| Période                                  | Période  | Identité            | Étiquette | Qualité |
| ---------------------------------------- | -------- | ------------------- | --------- | ------- |
| 17 mai 2005                              | En cours | Giuseppe Firrarello |           |         |
| Les données manquantes sont à compléter. |          |                     |           |         |

### Communes limitrophes
Adrano, Belpasso, Biancavilla, Castiglione di Sicilia, Centuripe, Cesarò, Longi, Maletto, Maniace, Nicolosi, Randazzo, Sant'Alfio, Tortorici, Troina, Zafferana Etnea

### Évolution démographique
Habitants recensés

## Festival
Chaque année, le dernier dimanche de septembre et le premier d'octobre, la fête de la pistache a lieu sur certaines places et rues du centre historique. Pendant le festival, il est possible de déguster et acheter les produits obtenus avec le traitement de la pistache et des fruits eux-mêmes. Chaque année, l'événement attire des milliers de touristes, également venus de l'étranger.